# Fréttatíminn
Fréttatíminn fue un periódico de Islandia, publicado entre 2010 y 2017. Salía todos los viernes y tenía un tiraje de 82.000 ejemplares. Cerca de 70.000 copias se distribuyeron en el área metropolitana de Reikiavik. Fue de circulación gratuita. Su editor fue Sigríður Dögg Auðunsdóttir.